# Cuisine et Dépendances
Pour plus de détails, voir Fiche technique et Distribution.
Cuisine et Dépendances est un film français de Philippe Muyl, adapté de la pièce de théâtre du même titre d'Agnès Jaoui et de Jean-Pierre Bacri et sorti en 1993.

## Synopsis
Jacques et Martine, couple de bourgeois ordinaires, invitent à dîner deux amis perdus de vue depuis dix ans : un écrivain et journaliste à succès et sa femme, Charlotte, entièrement dévouée à sa carrière. Parmi les invités figurent aussi Georges, le copain hébergé, et Fred, le frère de Martine, avec sa copine Marylin. Invoquant un embouteillage, l'invité et sa femme Charlotte arrivent avec une heure quinze de retard.
En réalité, tout au long du film, le déroulement du dîner en lui-même n'est jamais montré car les personnages se retrouvent dans des situations diverses à la cuisine sur fond de critiques, de dépits, de rancœurs.

## Fiche technique
- Titre : Cuisine et Dépendances
- Réalisation : Philippe Muyl
- Scénario : Philippe Muyl, Agnès Jaoui et Jean-Pierre Bacri d'après la pièce de théâtre éponyme de ces deux derniers
- Image : Willy Kurant
- Musique : Vladimir Cosma
- Décors : Jacques Dugied
- Son : Gilbert Crozet, Yves Osmu
- Montage : Françoise Garnault
- Producteur : Alain Poiré
- Sociétés de production : EFVE, Gaumont, Studiocanal, Procirep
- Pays :  France
- Genre : comédie de mœurs
- Format : 35mm - Couleur (Eastmancolor) - 1,85 :1
- Durée : 96 minutes
- Date de sortie : 7 avril 1993 en France
- Classification : tous publics

## Distribution
- Agnès Jaoui : Charlotte
- Jean-Pierre Bacri : Georges
- Zabou Breitman : Martine
- Sam Karmann : Jacques
- Jean-Pierre Darroussin : Fred
- Laurent Benoît : le voisin
- Quentin Hue et Marine Labouyssarie : les enfants

## Distinctions
La pièce fut représentée à partir du 6 septembre 1991 au théâtre La Bruyère dans une mise en scène de Stéphan Meldegg. Réunissant déjà les cinq interprètes du film, elle décroche quatre Molières : meilleur spectacle comique, meilleur spectacle du Théâtre Privé, meilleurs auteurs, meilleur metteur en scène. Jean-Pierre Darroussin est nommé pour le César du meilleur second rôle masculin en 1994.

## Lieux de tournage
- Galeries Lafayette : scènes d'ouverture
- Rue du Mont-Cenis : scène finale